# Michael Hicks-Beach
Michael Edward Hicks-Beach, 1. hrabia St Aldwyn (ur. 23 października 1837 w Londynie, zm. 30 kwietnia 1916 w Coln St. Aldwyns) – brytyjski polityk, członek Partii Konserwatywnej, minister w rządach lorda Beaconsfielda i lorda Salisbury’ego.
Był synem sir Michaela Hicks-Beacha, 8. baroneta, i Harriett Sratton, córki Johna Strattona. Wykształcenie odebrał w Eton College i Christ Church w Oksfordzie, gdzie ukończył kurs prawa i historii współczesnej. Po śmierci ojca w 1854 r. odziedziczył tytuł 9. baroneta.
Karierę polityczną rozpoczął w 1864, kiedy to zasiadł w Izbie Gmin jako reprezentant okręgu East Gloucestershire. W 1868 został parlamentarnym sekretarzem przy Radzie Praw Ubogich i podsekretarzem stanu w Ministerstwie Spraw Wewnętrznych. W 1874 został Głównym Sekretarzem Irlandii. W latach 1878–1880 był ministrem kolonii. W roku 1885 zmienił okręgu wyborczy na Bristol West. Został też kanclerzem skarbu i przewodniczącym Izby Gmin. W 1886 został ponownie Głównym Sekretarzem Irlandii, ale problemy ze wzrokiem skłoniły go do rezygnacji ze stanowiska w roku następnym.
W 1888 Hicks-Beach wrócił do polityki i objął stanowisko przewodniczącego Zarządu Handlu. Pozostał na tym stanowisko do wyborczej porażki konserwatystów w 1892. Po powrocie Partii Konserwatywnej do władzy w 1895 ponownie został kanclerzem skarbu. Próbował zmniejszyć dług państwowy, który wynosił 25 000 000 funtów, przez podwyższanie podatków i wprowadzanie nowych. Nie było to łatwe, gdyż coraz większe sumy z kasy państwowej wydawane były na toczącą się wówczas II wojnę burską. Hicks-Beach opuścił gabinet razem z premierem, lordem Salisbury, w 1902 r.
W następnych latach Hicks-Beach został prezesem Królewskiej Komisji ds. Praktyk Rytualnych w Kościele. Był również członkiem Food-free League. W 1906 r. został parem Zjednoczonego Królestwa jako 1. wicehrabia St Aldwyn. W 1915 r. tytuł podniesiono do rangi hrabiego.
6 stycznia 1864 r. poślubił Caroline Susan Elwas (1845 – 14 sierpnia 1865), córkę Johna Henry’ego Elwasa i Mary Bromley, córki admirała Roberta Bromleya, 3. baroneta. Małżeństwo to nie doczekało się potomstwa.
3 września 1874 r. poślubił lady Lucy Catherine Fortescue (1851 – 19 marca 1940), córkę Hugh Fortescue, 3. hrabiego Fortescue, i Georgiany Dawson-Damer, córki pułkownika George’a Dawsona. Michael i Lucy mieli razem syna i trzy córki:
- Eleanor Lucy Hicks-Beach (29 października 1875 – 1 grudnia 1960), żona Johna Keane’a, 5. baroneta, miała dzieci
- Michael Hugh Hicks-Beach (19 stycznia 1877 – 23 kwietnia 1916), wicehrabia Quenington, ojciec 2. hrabiego St Aldwyn
- Susan Hicks-Beach (ur. 15 czerwca 1878)
- Victoria Hicks-Beach (ur. 12 września 1879)

Lord St Aldwyn zmarł w 1916 r., tydzień po swoim jedynym synu. Tytuły odziedziczył jego wnuk.